# Zefiro Net
Zefiro Net S.r.l. è una joint venture italiana attiva nel settore delle infrastrutture per le telecomunicazioni, che si occupa di apparati di trasmissione radio per servizi di telefonia mobile.
Ha sede a Rho ed è partecipata pariteticamente da Iliad e Wind Tre.

## Storia
A luglio 2022 l'AGCOM ha approvato la costituzione di una joint venture paritetica tra Iliad e Wind Tre che acquisisce la proprietà e la gestione congiunta delle reti di telefonia mobile, 5G incluse, dei due operatori limitatamente alle aree rurali meno densamente popolate del territorio italiano.
Il 3 gennaio 2023 le due società hanno perfezionato il closing, dando vita a Zefiro Net.
Al 4 agosto 2025 il numero di siti attivi sono 6 918.
A partire da giugno 2023 gli utenti Iliad hanno accesso anche al 5G di Wind Tre, mentre nelle zone non coperte da Zefiro Net, rimarranno comunque in vigore gli accordi di ran sharing stipulati precedentemente tra i due operatori. 
Oltre all'accesso del 5G DSS c'è anche quello in N78 che passa con lo spettro disponibile di 20 MHz di Wind Tre a 80 MHz con la fusione dei 40 MHz di Fastweb e 20 MHz di Iliad.
Quest'ultimi sono usufruibili solo in zona Zefiro Net, al di fuori di essa i clienti Iliad continueranno ad avere i 20 MHz ed i clienti Wind Tre con Fastweb 60 MHz (20+40) in N78.
Il 5G DSS (N1, N3...)  non ha subito variazioni di spettro.
Dall'inizio dell'estate 2023 molti siti in zona Zefiro Net hanno incominciato ad avere anche lo spettro del 4G di Iliad insieme a quello di Wind Tre.
(Si aggiunge anche la disponibilità della frequenza bassa 700 MHz sia in 4G che in 5G passivo.)